# HMS Hyperion (H97)
Pour les autres navires du même nom, voir HMS Hyperion.
Pour les articles homonymes, voir Hypérion et H97.
Le HMS Hyperion (H97) était un destroyer de classe H construit pour la Royal Navy au milieu des années 1930.
Au cours de la guerre civile espagnole de 1936-1939, le navire a fait respecter le blocus des armes imposé par la Grande-Bretagne et la France aux deux parties en tant que membre de la Mediterranean Fleet (flotte méditerranéenne). Pendant les premiers mois de la Seconde Guerre mondiale, le Hyperion recherche les raiders commerciaux allemands dans l'océan Atlantique et bloque les navires marchands allemands dans les ports neutres jusqu'à son retour dans les îles britanniques au début de 1940. Le navire a participé à la campagne de Norvège avant d'être transféré à nouveau à la flotte méditerranéenne peu de temps après. Le Hyperion a participé à la bataille de Calabre et à la bataille du cap Spada en juillet 1940 tout en escortant les plus gros navires de la flotte. Le navire a couvert plusieurs convois vers Malte avant de heurter une mine et d'être sabordé en décembre 1940.

## Description
Le Hyperion déplaçait 1 350 tonnes longues (1 370 tonnes (t)) à charge normale et 1 883 tonnes longues (1 913 t) à charge pleine. Il avait une longueur hors-tout de 98,5 m, une largeur de 10,1 m et un tirant d'eau de 3,8 m. Il était propulsé par deux turbines à vapeur à engrenages Parsons, entraînant deux arbres, qui développaient une puissance totale de 34 000 chevaux-vapeur (25 000 kW) et donnaient une vitesse maximale de 36 nœuds (67 km/h). Les autres destroyers des classes G et H ont été construits avec trois chaudières à tubes d'eau à trois tambours Admiralty, mais à titre d'essai, le Hyperion a utilisé une chaudière Johnson à l'arrière. Il s'agit d'une chaudière de type O avec un seul tambour d'eau inférieur et des tubes courbés, plutôt que la disposition triangulaire avec deux tambours utilisée par Admiralty. La première conception de la chaudière souffrait d'une mauvaise circulation et des descentes froides externes ont donc été ajoutées, rendant la chaudière retravaillée 10 % plus lourde. La chaudière était bien appréciée en service car elle réduisait la quantité de briques réfractaires potentiellement gênantes habituellement utilisées pour la base du fourneau.
Le Hyperion transportait un maximum de 470 tonnes longues (480 t) de fuel, ce qui lui donnait une autonomie de 5 530 milles nautiques (10 240 km) à 15 nœuds (28 km/h). Son effectif était de 137 officiers et hommes en temps de paix, mais il était porté à 146 en temps de guerre.
Le navire était équipé de quatre canons Mark IX de 4,7 pouces (120 mm) de calibre 45  montés sur des supports simples. Pour la défense anti-aérienne (AA), le Hyperion avait deux supports quadruples Mark I pour la mitrailleuse Vickers Mark III de 0,5 pouce. Il était équipé de deux supports quadruples de tubes lance-torpilles au-dessus de l'eau pour des torpilles de 21 pouces (533 mm). Un rail de grenades sous-marines et deux lanceurs étaient installés ; 20 grenades sous-marines étaient initialement transportées, mais ce nombre a été porté à 35 peu après le début de la guerre. L'armement anti-aérien du navire a été augmenté lorsque le jeu arrière de tubes lance-torpilles a été remplacé par un canon antiaérien de 12 livres QF 12 cwt, bien que la date exacte de cette modification ne soit pas connue.

## Histoire
Commandé le 13 décembre 1934, la mise en cale du Hyperion est réalisée par Swan Hunter & Wigham Richardson à Wallsend-on-Tyne en Angleterre, le 27 mars 1935. Il a été lancé le 8 avril 1936 et achevé le 3 décembre 1936. Sans compter les équipements fournis par le gouvernement comme l'armement, le navire a coûté 251 466 livres sterling (£),. Il a été affecté à la 2e flottille de destroyers de la flotte méditerranéenne dès sa mise en service. Le Hyperion a patrouillé les eaux espagnoles pendant la guerre civile espagnole en appliquant les politiques du Comité de Non-Intervention. Le navire reçoit une révision à Malte entre le 30 septembre et le 30 octobre 1937 et reprend ses patrouilles dans les eaux espagnoles pour le reste de la guerre. Le Hyperion est envoyé à Portsmouth pour un autre carénage en août 1939 qui dure du 16 au 27 août.
Lorsque la Seconde Guerre mondiale a commencé le 3 septembre, le navire était en route pour Freetown, en Sierra Leone, pour rechercher des raiders commerciaux allemands. Le Hyperion a été transféré à la North America and West Indies Station (station de l'Amérique du Nord et des Antilles) à la fin octobre où il a bloqué divers navires marchands allemands dans les ports américains et mexicains. Il intercepte le paquebot allemand Columbus au large du cap Hatteras le 19 décembre, mais le Columbus se saborde avant de pouvoir être capturé. Le Hyperion est transféré dans les îles britanniques à la mi-janvier 1940 et commence un carénage à Portsmouth qui dure du 25 janvier au 6 mars. Le navire rejoint la 2e flottille de destroyers de la Home Fleet à Scapa Flow.
Le 5 avril, le Hyperion escorte le croiseur de bataille Renown alors qu'il couvre les poseurs de mines qui se préparent à mettre en œuvre l'opération Wilfred, une opération visant à poser des mines dans le Vestfjord pour empêcher le transport du minerai de fer suédois de Narvik vers l'Allemagne. Le navire et son navire-jumeau (sistership) Hero ont prétendu poser un champ de mines au large de Bud, en Norvège, le 8 avril et ont signalé son emplacement aux Norvégiens. Le Hyperion a escorté les porte-avions Glorious et Ark Royal à partir du 21 avril alors que leurs avions attaquaient des cibles allemandes en Norvège. Il est resté avec le Ark Royal lorsque le Glorious est revenu à Scapa Flow pour se ravitailler en carburant le 27 avril. Début mai, le navire a escorté le croiseur léger Birmingham lors d'un balayage infructueux de la mer du Nord à la recherche de navires allemands.
Le Hyperion a évacué le personnel britannique du Crochet de la Hollande du 8 au 12 mai et a ensuite reçu l'ordre de renforcer la flotte méditerranéenne à Malte le 16 mai. Le 9 juillet, il a participé à la bataille de Calabre en tant qu'escorte des navires lourds de la Force C et a engagé sans succès des destroyers italiens sans subir de dommages. Pendant la bataille du cap Spada le 19 juillet, le navire escorte le croiseur léger australien HMAS Sydney et sauve quelques-uns des 525 survivants du croiseur italien Bartolomeo Colleoni avec les autres destroyers d'escorte. Avec son navire-jumeau Hereward et deux autres destroyers, il bombarde les positions italiennes autour de Sidi Barrani le 25 septembre. le Hyperion escorte le porte-avions Illustrious pendant la bataille de Tarente dans la nuit du 11 au 12 novembre. Avec le Hereward, il coule le sous-marin italien Naiade le 14 décembre 1940 près de Bardia.
Le Hyperion a heurté une mine le 22 décembre 1940 au large de Pantelleria alors qu'il escortait le cuirassé HMS Malaya lors de son passage d'Alexandrie à Gibraltar en couvrant un convoi vers Malte. Le destroyer Ilex a tenté de remorquer le Hyperion, mais le câble de remorquage s'est rompu deux fois et le destroyer Janus a reçu l'ordre de le couler après que le Ilex ait embarqué l'équipage. Seuls deux membres de l'équipage n'ont pas été secourus et ont été présumés morts dans l'explosion.

### Source
- (en) Cet article est partiellement ou en totalité issu de l’article de Wikipédia en anglais intitulé « HMS Hunter (H35) » (voir la liste des auteurs).